# Chhouk District
Chhouk District är ett distrikt i Kambodja.   Det ligger i provinsen Kampot, i den södra delen av landet, 100 km sydväst om huvudstaden Phnom Penh. Antalet invånare är 78 951.